# La Ferté-Villeneuil
La Ferté-Villeneuil è un ex comune francese di 416 abitanti situato nel dipartimento dell'Eure-et-Loir nella regione del Centro-Valle della Loira.
Dal 1º  gennaio 2017 il comune è stato incorporato con i comuni di Autheuil, Charray, Cloyes-sur-le-Loir, Douy, Le Mée, Montigny-le-Gannelon, Romilly-sur-Aigre e Saint-Hilaire-sur-Yerre per formare il nuovo comune di Cloyes-les-Trois-Rivières.

## Storia

### Simboli
Lo stemma è stato presentato ufficialmente dall'amministrazione comunale il 14 luglio 1988. Riproduce a colori un sigillo del XIV secolo con lo stemma della castellania di La Ferté-Villeneuil su cui è sovrapposto lo scudo dei Châtillon, del ramo dei Conti di Blois. Maria d'Avesnes, contessa di Blois aveva portato in dote la contea, e quindi la signoria di La Ferté, nel 1226 in occasione del suo matrimonio con Ugo di Châtillon.

## Società

### Evoluzione demografica
Abitanti censiti